# Jansky (grup)
Jansky és un duo de música electrònica i «electrovers» format a Palma per l'ambientòleg i productor mallorquí Jaume Reus Viver i la poeta berguedana Laia Malo. Al llarg de la seva carrera artística, Jansky ha actuat en festivals com el Sónar, Liverpool Sound City, Jazzablanca (Marroc) o Seoul Music Week; l'any 2021 va inaugurar el Mercat de Música Viva de Vic i el 2024 a la cloenda del Pavelló Català a la Biennal de Venècia. Des del 2013, han anat desenvolupant una carrera internacional que els ha portat a actuar arreu del món, amb una destacada presència en la contracultura europea.

## Trajectòria
El 2018 Jansky va rebre el Premi Suns Europe d'Itàlia al Millor grup europeu en llengua minoritzada. El 2019 va rebre el Premi especial del jurat als 2ns Premis Enderrock de la Música Balear.
El 2021, el treball discogràfic Insectasynth, pertanyent al projecte artístic «Insecta Dance Music», fou guardonat als Sound of the Year Awards de la BBC amb el Premi al millor so enregistrat en un estudi. El projecte inclou un LP doble, una instal·lació sonora i una llibreria digital amb sons naturals i també manipulats dels insectes de paratges naturals com l'Albufera de Mallorca.
El 2022 Jansky va publicar Insecta dance music, un àlbum amb quatre paisatges sonors i set cançons compostes exclusivament amb sons, augmentats o reduïts, d'insectes samplejats com a base rítmica, veu i flauta travessera. Cada tema està dedicat a una espècie en què s'intenta captar la bellesa de les seves actuacions artístiques i reflexionar sobre la seva importància ecològica com a part de les biofonies de l'illa de Mallorca. Durant la gravació de camp van descobrir el so de l'Oecanthus dulcisonans, una espècie de grill que fins aquell moment no se sabia que habités les Illes Balears.

## Discografia
- Nova volta (RL, 2024)
- Insecta dance music (RL, 2022)[10]
- Insectasynth EP (RL, 2021)[11]
- Desori subversiu (RL, 2020)[12]
- This is electroverse (Hidden Track Records, 2018)
- ÉÈ (Primeros Pasitos, 2015)
- Un big bang a la gibrella (Primeros Pasitos, 2013)
- Parasonic (autoeditat, 2012)